# Кенти (гміна)
Гміна Кенти (пол. Gmina Kęty) — місько-сільська гміна у південній Польщі. Належить до Освенцимського повіту Малопольського воєводства.
Станом на 31 грудня 2011 у гміні проживало 34203 особи.

## Площа
Згідно з даними за 2007 рік площа гміни становила 75.79 км², у тому числі:
- орні землі: 64.00%
- ліси: 16.00%

Таким чином, площа гміни становить 18.67% площі повіту.

## Населення
Станом на 31 грудня 2011:
| Опис     | Загалом | Загалом | Чоловіки | Чоловіки | Жінки | Жінки |
| -------- | ------- | ------- | -------- | -------- | ----- | ----- |
| одиниця  | осіб    | %       | осіб     | %        | осіб  | %     |
| все      | 34203   | 100     | 16717    | 48.88    | 17486 | 51.12 |
| міське   | 19193   | 100     | 9154     | 47.69    | 10039 | 52.31 |
| сільське | 15010   | 100     | 7563     | 50.39    | 7447  | 49.61 |

## Сусідні гміни
Гміна Кенти межує з такими гмінами: Андрихув, Бжеще, Вепш, Вілямовіце, Кози, Освенцим, Осек, Поромбка.